# Bombolo
Bombolo, né Franco Lechner le 22 mai 1931 à Rome (Latium) et mort le 21 août 1987 dans la même ville, est un acteur de théâtre et de cinéma italien.
Il est connu principalement comme acteur de caractère dans des films de genre (principalement des comédies érotiques italiennes et des poliziotteschi) et comme acolyte d'acteurs tels que Tomás Milián, Enzo Cannavale et Pippo Franco dans des rôles basés principalement sur le physique, les expressions faciales, l'utilisation d'onomatopées (son « Tze-tze ! » caractéristique) et de grossièretés en romanesco ; il a particulièrement gagné sa notoriété en jouant le personnage de Venticello, un petit voleur et informateur de police, dans neuf des onze films avec l'inspecteur Nico Giraldi ; son personnage est devenu familier aux yeux du public et a fait de lui l'un des acteurs les plus célèbres du cinéma de genre italien des années 1970 et 1980. 

## Biographie
Né dans le rione de Ponte, dans le centre historique de Rome, il travaille pendant des années, dès son plus jeune âge, en tant que « piattarolo » (vendeur ambulant de vaisselle, de nappes et de parapluies aux passants). Il officiait surtout les ruelles du centre, dans la zone adjacente au marché historique du Campo de' Fiori. Au cours de l'été 1975, les réalisateurs Pingitore et Castellacci (it) le remarquent et l'introduisent dans le monde du cinéma, le faisant jouer comme acteur de caractère. Selon les dires de Pingitore, Bombolo continue à faire du colportage pendant le tournage du film ; en 1976, il se produit également au théâtre, faisant ses débuts dans la compagnie Il Bagaglino (it).
Il rencontre Tomás Milián sur le tournage du film Un flic très spécial, inaugurant le gag de la gifle que lui donne fréquemment le personnage du maréchal Nico Giraldi. Entre les années 1970 et 1980, il participe en tant qu'acteur de caractère à des dizaines de films réalisés principalement par Bruno Corbucci et Pier Francesco Pingitore. En 1983, il a révélé au cours de l'émission Domenica in qu'il avait choisi le nom de scène Bombolo parce que cela avait toujours été son surnom inspiré par la chanson du même nom de 1932 (« Era alto così, era grosso così, lo chiamavan Bombolo ») écrite et mise en musique par Marf (it) et Vittorio Mascheroni,.
Son dernier film est Giuro che ti amo (it) (1986) de Nino D'Angelo, dans lequel il apparaît visiblement amaigri, marqué par une attaque de méningite aiguë qu'il a eue quelques mois auparavant, qui a également entraîné un coma pendant son hospitalisation et dont il ne s'est que partiellement remis. Comme le rapporte la biographie d'Ezio Cardarelli, en collaboration avec la famille de l'acteur, l'apparition d'une maladie incurable au début de l'année 1987 entraîne sa ré-hospitalisation et sape définitivement son état de santé déjà précaire, le contraignant à la retraite.
Sa dernière apparition sur les planches, sur la scène du Salone Margherita (it) avec la compagnie Bagaglino, remonte au 8 mai 1987. Ce soir-là, il a été aidé à monter sur scène en raison de sa faiblesse due à sa maladie désormais terminale. Il est décédé le 21 août 1987 à l'hôpital Carlo-Forlanini (it) de Rome à l'âge de 56 ans des suites d'un arrêt cardiaque. Il a été enterré au cimetière Flaminio de Rome et l'épitaphe de sa tombe indique « Ciao Bombolo Core de Roma ».
Tomás Milián a raconté que lors des funérailles de Bombolo, qui ont eu lieu le 24 août 1987 dans la paroisse de Santa Maria in Vallicella, il s'est caché derrière un pilier pour que personne ne le remarque, et lorsque le cercueil est passé devant lui, il lui a donné une tape affectueuse, en souvenir de toutes les gifles qu'il avait données à l'acteur romain sur le grand écran dans le rôle de l'inspecteur Nico Giraldi. 

## Filmographie
- 1976 : Remo e Romolo: Storia di due figli di una lupa (it) de Pier Francesco Pingitore et Mario Castellacci (it)
- 1976 : Prima notte di nozze (it) de Corrado Prisco (it)
- 1976 : Un flic très spécial (Squadra antifurto) de Bruno Corbucci
- 1977 : Nerone (it) de Pier Francesco Pingitore et Mario Castellacci (it)
- 1977 : Nico l'arnaqueur (Squadra antitruffa) de Bruno Corbucci
- 1977 : Messaline, impératrice et putain (Messalina, Messalina!) de Bruno Corbucci
- 1977 : Il marito in collegio (it) de Maurizio Lucidi
- 1978 : Brigade antimafia (Squadra antimafia) de Bruno Corbucci
- 1978 : Scherzi da prete (it) de Pier Francesco Pingitore
- 1979 : Meurtre sur le Tibre (Assassinio sul Tevere) de Bruno Corbucci
- 1979 : Tutti a squola de Pier Francesco Pingitore
- 1979 : L'imbranato (it) de Pier Francesco Pingitore
- 1980 : Crime à Milan (Delitto a Porta Romana) de Bruno Corbucci
- 1980 : Ciao marziano (it) de Pier Francesco Pingitore
- 1980 : La settimana bianca de Mariano Laurenti
- 1980 : La settimana al mare de Mariano Laurenti
- 1980 : Il casinista (it) de Pier Francesco Pingitore
- 1981 : Une fille vachement sympa (Tutta da scoprire) de Giuliano Carnimeo
- 1981 : Et mon cul c'est du poulet ? (I carabbinieri) de Francesco Massaro
- 1981 : Uno contro l'altro, praticamente amici de Bruno Corbucci
- 1981 : Il marito in vacanza (it) de Maurizio Lucidi
- 1981 : Una vacanza del cactus de Mariano Laurenti
- 1981 : Delitto al ristorante cinese de Bruno Corbucci
- 1981 : Miracoloni (it) de Francesco Massaro
- 1982 : Delitto sull'autostrada de Bruno Corbucci
- 1982 : W la foca (it) de Nando Cicero
- 1982 : È forte un casino! (it) d'Alessandro Metz (it)
- 1982 : Sturmtruppen II (Sturmtruppen 2 - Tutti al fronte) de Salvatore Samperi
- 1982 : Il sommergibile più pazzo del mondo de Mariano Laurenti
- 1982 : Attenti a quei P2 (it) de Pier Francesco Pingitore
- 1983 : Un jeans e una maglietta de Mariano Laurenti
- 1983 : Sfrattato cerca casa equo canone (it) de Pier Francesco Pingitore
- 1983 : La discoteca de Mariano Laurenti
- 1982 : La sai l'ultima sui matti? de Mariano Laurenti
- 1984 : Crime en Formule 1 (Delitto in Formula Uno) de Bruno Corbucci
- 1984 : Pas folle, le flic (Delitto al Blue Gay) de Bruno Corbucci
- 1985 : Vacanze d'estate (it) de Ninì Grassia
- 1986 : Giuro che ti amo (it) de Nino D'Angelo